# General Sánchez Cerro (provincie)
General Sánchez Cerro is een provincie in de regio Moquegua in Peru. De provincie heeft een oppervlakte van 5.682 km² en telt 28.333 inwoners (2015). De hoofdplaats van de provincie is het district Omate.

## Districten
De provincie General Sánchez Cerro is verdeeld in elf districten, UBIGEO tussen haakjes:
- (180202) Chojata
- (180203) Coalaque
- (180204) Ichuña
- (180205) La Capilla
- (180206) Lloque
- (180207) Matalaque
- (180201) Omate, hoofdplaats van de provincie
- (180208) Puquina
- (180209) Quinistaquillas
- (180210) Ubinas
- (180211) Yunga

General Sánchez Cerro · Ilo · Mariscal Nieto